# Bernhard Joseph
Bernhard Joseph (Breslau, 25 januari 1923 – ?, 4 juni 2013) werkte tijdens de Tweede Wereldoorlog voor de Sicherheitsdienst (SD), waar zijn schuilnaam Bubi was.
Na de oorlog werd hij veroordeeld omdat hij minstens 57 personen had verraden. Bernhard groeide op in Duitsland, en naar eigen zeggen, zou zijn vader marine-piloot (Marine-Seeflieger) zijn geweest, hijzelf zou tot aan hun vertrek naar Nederland lid van de Hitlerjugend zijn geweest. Sinds 1937 woonde Bernhard in Nederland met zijn ouders Berthold Joseph (1895) en Lina Bloch (1897) en zijn zuster Resi (1926) in de Amsterdamse Händelstraat, waar zijn moeder een pension had.

## Oorlogsjaren
In Amsterdam kwam hij kort na de Duitse inval zijn voormalige leider van de Hitlerjugend tegen, die hem in contact bracht met Klaus Barbie, die in de periode juni 1940 tot begin 1942 werkzaam was bij de SD in Amsterdam. Deze verzocht hem Stimmungsberichten te gaan maken. Dat waren verslagen van hetgeen er gebeurde, hoe de bevolking reageerde op Duitse maatregelen, waar Joodse onderduikers zaten en wie hen verborg. Hij bezocht regelmatig het kantoor van de SD in de Euterpestraat, om informatie te geven en instructies te ontvangen. In maart 1943 waren Bernhard en Berthold Joseph onder meer verantwoordelijk voor het verraad van Barend Buitekant (1894-1943). Deze diamanthandelaar was volgens afspraak naar het huis van Joseph gekomen, en werd op terugweg gearresteerd door vier rechercheurs van de SD. Hij werd naar Kamp Westerbork gebracht en later op transport naar Sobibór, waar hij op 2 juli 1943 overleed.
Een ander geval van verraad door Bernhard Joseph is Estella (Puck) de Kromme (1916-1943), die omstreeks 1942 reeds voor het Devisenschutzkommando werkt, en in contact komt met Bernhard, die trachte haar ook als V-vrouw voor het Bureau Joodsche Zaken te laten werken. In de zomer van 1943 wordt ze opgepakt: Bernhard Joseph blijkt haar te hebben aangebracht, omdat ze 'meerdere malen geslachtsgemeenschap zou hebben gehad met Arische mannen'. Een andere lezing is weer dat hij vond dat Puck te weinig deed voor de SD.)
Aan het einde van de oorlog wijkt Joseph uit naar het zuiden, waar hij in september 1944 er in slaagt in dienst te treden van de geallieerden als tolk en chauffeur. In december van 1944 wordt hij uiteindelijk gearresteerd.

## Na de oorlog
Tijdens het naoorlogse proces werd bewijsbaar geacht dat hij dood door schuld had van minstens 57 personen. Bernhard Joseph kreeg 20 jaar, zijn vader Bubi Sr kreeg 15 jaar, Resi 3 jaar.
Na zijn vrijlating ging hij een kuur doen in Bad König waar hij zijn toekomstige echtgenote ontmoette. Ze gingen in Frankfurt wonen waar hij een nieuw leven wilde beginnen. Hun eerste dochter werd in 1958 geboren. Hij woont bij een andere dochter in Bad Waldsee. Hij had haar nooit over zijn verleden verteld, dit kwam pas ter sprake in 2009. Joseph was toen een oude, zieke man die wegens een kleine infarct in het ziekenhuis lag. Joseph overleed volgens de Wereld in Oorlog op 4 juni 2013 in een Duits ziekenhuis.

## Vogelvrij
In zijn boek Vogelvrij: De jacht op de Joodse onderduiker (2010) concludeert Sytze van der Zee, dat veel van de eigen verklaringen van Bernhard Joseph niet op waarheid of feitelijkheid kunnen worden gecontroleerd. Hij omschrijft Bernhard als een pathologische leugenaar. In 2009 had Van der Zee een interview gehouden met Bernhard Joseph over zijn oorlogsverleden.   